# Verzetskruis
Das Verzetskruis (deutsch: Widerstandskreuz) ist ein niederländischer Orden, der nach dem Zweiten Weltkrieg an Frauen und Männer verliehen wurden, die während des Krieges Widerstand gegen die deutsche Wehrmacht und Behörden geleistet hatten.

## Geschichte
Nach der Befreiung der Niederlande im Mai 1945 ergab sich die Notwendigkeit, einen neuen Orden einzuführen, der nicht für Militärpersonen gedacht war, sondern für Mitglieder von Widerstandsgruppen. In der Widerstandsbewegung selbst gab es Vorbehalte gegen die Einführung einer besonderen Auszeichnung, da jeder Akt von Widerstand während des Krieges als gleichwertig angesehen werden sollte. Nachdem aber Niederländer mit den Orden anderer Länder wie der britischen King’s Medal for Courage in the Cause of Freedom und der US-amerikanischen Medal of Freedom geehrt worden waren, setzte sich die niederländische Regierung über diese Bedenken hinweg. Darüber hinaus war es ein persönlicher Wunsch von Königin Wilhelmina, dass die Widerständler ausgezeichnet werden sollten.
Am 28. November 1945 gab die niederländische Regierung der Rijksmunt den Auftrag, einen Orden entwerfen zu lassen. Der Entwurf stammte von dem Bildhauer Oswald Wenckebach. Per königlichem Dekret vom 3. Mai 1946 wurde das Verzetskruis schließlich eingeführt. Es gilt als die zweithöchste niederländische Auszeichnung nach dem Militär-Wilhelms-Orden.
Nach den Grundsätzen der Verleihung war es möglich, auch lebende Personen mit dem Verzetskruis auszuzeichnen. Um den Bedenken der Widerstandsgruppen zu entsprechen, wurde es jedoch nur postum an Verstorbene verliehen. Einzige Ausnahme war der blinde Gerard Tieman, der durch das Hantieren mit Sprengstoff zur Vorbereitung von Anschlägen sein Augenlicht verloren hatte. Der Orden wurde auch an Ausländer verliehen, so an Widerstandskämpfer aus Belgien. Ein Orden wurde symbolisch an den onbekende Joodse soldaat uit het Ghetto te Warschau die gevallen is strijdende voor de vrijheid van alle volken (dt. = unbekannten jüdischen Soldaten aus dem Warschauer Ghetto, der im Kampf für die Freiheit aller Völker gefallen ist) verliehen.

## Empfänger der Auszeichnung
| Name | Beruf/ Funktion                                                                                                   | Geboren – Gestorben                                                                                               | Königlicher Erlass | Datum d. Verleihung |
| --- | --- | --- | ------------------ | ------------------- |
| Herman Jan van Aalderen                                                                                           | Nederlandse Spoorwegen                                                                                            | Zwolle, 4. Oktober 1886 KZ Bergen-Belsen, 31. Mai 1945                                                            | Nr. 17             | 7. Mai 1946         |
| Pieter van As | Nederlandse Spoorwegen                                                                                            | Rotterdam, 25. Januar 1899 Leusden, 29. Dezember 1942                                                             | Nr. 17             | 7. Mai 1946         |
| Markus Assies | Beamter | Ooststellingwerf, 26. Januar 1919 Overveen, 6. Juni 1944                                                          | Nr. 14             | 16. Dezember 1952   |
| Jan Jozua Barendsen                                                                                               | Militärangehöriger                                                                                                | Amsterdam, 11. September 1882 Apeldoorn, 2. Oktober 1944                                                          | Nr. 58             | 25. Juli 1952       |
| Jacobus Andreas Beekman                                                                                           | Ingenieur | Delft, 17. August 1912 Dordrecht, 8. Juni 1945                                                                    | Nr. 14             | 16. Dezember 1952   |
| Hendrikus Dirk Jan Beernink                                                                                       | Nederlandse Spoorwegen                                                                                            | Lichtenvoorde, 3. Februar 1910 Zwolle, 8. Februar 1945                                                            | Nr. 58             | 25. Juli 1952       |
| Laurens Rijnhart Beijnen                                                                                          | Siebplattenfabrikant                                                                                              | Brummen, 23. September 1896 Brummen, 13. April 1945                                                               | Nr. 10             | 22. Dezember 1952   |
| Cornelia Johanna van den Berg-van der Vlis                                                                        | | Den Haag, 28. Oktober 1892 Vries, 8. September 1944                                                               | Nr. 58             | 25. Juli 1952       |
| Ludo Bleys | Priester | Tilburg, 17. Oktober 1906 Gorinchem, 17. August 1945                                                              | Nr. 17             | 7. Mai 1946         |
| Gerrit de Boer | Schuhhändler | Meppel, 26. Juli 1923 Meppel, 24. Dezember 1944                                                                   | Nr. 14             | 16. Dezember 1952   |
| Arend Andries Bontekoe                                                                                            | Kapitän Koninklijk Nederlandsch-Indisch Leger                                                                     | Naarden, 13. Oktober 1895 KZ Sachsenhausen, 13. Januar 1945                                                       | Nr. 14             | 16. Dezember 1952   |
| Edzard Jacob Bosch van Rosenthal                                                                                  | Deichgraf | Dordrecht, 27. Mai 1892 Almen, 2. April 1945                                                                      | Nr. 58             | 25. Juli 1952       |
| Dirk Arie van den Bosch                                                                                           | Pfarrer Stellv. Vorsitzender NCRV                                                                                 | Hazerswoude, 23. Oktober 1884 Durchgangslager Amersfoort, 20. März 1942                                           | Nr. 17             | 7. Mai 1946         |
| Iman Jacob van den Bosch (1891–1945)                                                                              | Abteilungsleiter Philips                                                                                          | Groningen, 30. Mai 1891 Durchgangslager Westerbork, 28. Oktober 1944                                              | Nr. 17             | 7. Mai 1946         |
| Jan Harm Bosch | Steuerprüfer | Nijkerk, 21. Juni 1900 Enschede, 1. April 1945                                                                    | Nr. 17             | 7. Mai 1946         |
| Jacob Carel Julius Baron Brantsen                                                                                 | Funktionär Rotes Kreuz, Paris                                                                                     | Angerlo, 24. Oktober 1877 KZ Buchenwald, 9. Dezember 1944                                                         | Nr. 5              | 20. Mai 1950        |
| Arthur Lucien Charroin                                                                                            | Inspektor Sûreté nationale                                                                                        | Saint-Martin-de-Valgalgues, 16. Juni 1906 KZ Bergen-Belsen, Februar 1945                                          | Nr. 5              | 20. Mai 1950        |
| Fritz Gerhard Marie Conijn                                                                                        | Schüler | Alkmaar, 27. Juni 1923 KZ Herzogenbusch, 5. September 1944                                                        | Nr. 58             | 25. Juli 1952       |
| Marius Crans | Indologe | Zwolle, 1. Oktober 1917 Batavia, 23. November 1945                                                                | Nr. 17             | 7. Mai 1946         |
| Roelof Jan Dam | Schuldirektor | Barneveld, 18. November 1896 Assen, 10. April 1945                                                                | Nr. 17             | 7. Mai 1946         |
| Freerk Datema | Bankangestellter                                                                                                  | Oosterhesselen, 30. April 1922 Assen, 30. Dezember 1944                                                           | Nr. 58             | 25. Juli 1952       |
| Karel Hendrik Derkzen van Angeren                                                                                 | Rechtsanwalt | Hof van Delft, 2. Februar 1903 Klingelpütz, Köln, 25. November 1943                                               | Nr. 1              | 22. Oktober 1946    |
| Hendrik Dienske                                                                                                   | Leutnant der Reserve                                                                                              | Schiedam, 30. Juni 1907 Helmstedt, 16. Februar 1945                                                               | Nr. 17             | 7. Mai 1946         |
| Jan Louis Guillaume Doornik                                                                                       | Offizier Forces françaises libres                                                                                 | Paris, 26. Juni 1905 Paris, 29. August 1941                                                                       | Nr. 5              | 20. Mai 1950        |
| Vital Dreyfus | Arzt | Besançon, 2. Oktober 1901 in den Pyrenäen, Dezember 1942                                                          | Nr. 5              | 20. Mai 1950        |
| Nicolas Dupont | Gendarm | Kerling, 27. Juli 1900 Lübeck, 3. Mai 1945                                                                        | Nr. 5              | 20. Mai 1950        |
| Frans Duwaer | Druckereidirektor                                                                                                 | Amsterdam, 1. Januar 1911 Overveen, 10. Juni 1944                                                                 | Nr. 17             | 7. Mai 1946         |
| Samuel Esmeijer                                                                                                   | Angestellter der Gemeindepolizei                                                                                  | Driebergen, 20. Dezember 1920 Apeldoorn, 29. November 1944                                                        | Nr. 14             | 16. Dezember 1952   |
| Gustaaf Henri Gelder                                                                                              | Student | Batavia, 8. Juli 1919 Den Haag, 21. Januar 1945                                                                   | Nr. 17             | 7. Mai 1946         |
| Joan Gelderman | Rechtsanwalt | Oldenzaal, 18. November 1918 KZ Herzogenbusch, 4. September 1944                                                  | Nr. 58             | 25. Juli 1952       |
| Wim Gertenbach | Drucker/Herausgeber                                                                                               | Zandvoort, 14. März 1904 Soesterberg, 5. Februar 1943                                                             | Nr. 17             | 7. Mai 1946         |
| Etienne Albert Giran                                                                                              | Priester | Vauvert, 17. August 1871 KZ Buchenwald, 13. September 1944                                                        | Nr. 5              | 20. Mai 1950        |
| Olivier Giran | Student | Sèvres, 14. September 1920 Angers, 16. April 1943                                                                 | Nr. 5              | 20. Mai 1950        |
| Kees de Groot | Angestellter der KLM                                                                                              | Den Haag, 13. Oktober 1913 Amsterdam, 8. März 1945                                                                | Nr. 17             | 7. Mai 1946         |
| Paul Gustave Sidonie Guermonprez                                                                                  | Direktor (Nederlandsche Unie)                                                                                     | Gent, 28. Dezember 1908 Overveen, 10. Juni 1944                                                                   | Nr. 17             | 7. Mai 1946         |
| Albertus Hahn | Pianofabrikant | Groningen, 12. Mai 1885 KZ Neuengamme, 17. Februar 1945                                                           | Nr. 14             | 16. Dezember 1952   |
| Walraven van Hall                                                                                                 | Bankier | Amsterdam, 10. Februar 1906 Haarlem, 12. Februar 1945                                                             | Nr. 17             | 7. Mai 1946         |
| Johan Coenraad Heriold Folmer van Hanxleden Houwert                                                               | Kaufmann | Medemblik, 8. April 1906 Limmen-Uitgeest, 7. Januar 1945                                                          | Nr. 10             | 22. Dezember 1951   |
| Theodore Willem Lodewijk van Heemstra                                                                             | Hauptingenieur Nederlandse Spoorwegen                                                                             | Sassenheim, 27. März 1883 Zutphen, 31. März 1945                                                                  | Nr. 17             | 7. Mai 1946         |
| Johannes Jacobus Hendrikx                                                                                         | Lehrer | Venlo, 17. Februar 1917 Auf dem Transport in das KZ Sachsenhausen oder KZ Neuengamme, Februar 1945                | Nr. 17             | 7. Mai 1946         |
| Johannes Louis Hesselberg                                                                                         | Student TH Delft                                                                                                  | Madioen, 22. August 1919 KZ Herzogenbusch, 30. August 1944                                                        | Nr. 17             | 7. Mai 1946         |
| Wolter Jacobus Heukels                                                                                            | Leiter PTT | Deventer, 23. Juni 1892 Utrecht, 22. Januar 1945                                                                  | Nr. 17             | 7. Mai 1946         |
| Izaak van der Horst                                                                                               | Notarangestellter                                                                                                 | Aarlanderveen, 4. März 1909 KZ Herzogenbusch, 4. September 1944                                                   | Nr. 17             | 7. Mai 1946         |
| Johannes ter Horst                                                                                                | Bäcker | Enschede, 1. April 1913 Usselo, 23. September 1944                                                                | Nr. 58             | 25. Juli 1952       |
| Hendrik Pieter Hos                                                                                                | Chemielaborant | Haarlem, 1. Dezember 1906 Waalsdorpervlakte, 11. Mai 1944                                                         | Nr. 17             | 7. Mai 1946         |
| Jozef Felix Henri Marie Baron van Hövell van Wezeveld en Westerflier                                              | Jura-Student | Maastricht, 12. Januar 1919 KZ Neuengamme, 5. Januar 1945                                                         | Nr. 17             | 7. Mai 1946         |
| Bernardus IJzerdraat                                                                                              | Lehrer/Gobelinrestaurateur                                                                                        | Haarlem, 13. Oktober 1891 Waalsdorpervlakte, 13. März 1941                                                        | Nr. 14             | 13. September 1955  |
| Louis Jansen | Vertreter | Amsterdam, 28. März 1900 Waalsdorpervlakte, 9. Oktober 1943                                                       | Nr. 17             | 7. Mai 1946         |
| Andries Kalter | Gemüse-Großhändler                                                                                                | Rotterdam, 11. November 1904 Zwolle, 21. März 1945                                                                | Nr. 4              | 7. Dezember 1951    |
| Gerrit Kastein | Neurologe | Zutphen, 25. Juni 1910 Den Haag, 19. Februar 1943                                                                 | Nr. 17             | 7. Mai 1946         |
| Albert Keuter | Priester | Blokzijl, 7. Januar 1892 KZ Bergen-Belsen, 10. März 1945                                                          | Nr. 17             | 7. Mai 1946         |
| Taeke Johan Kroeze                                                                                                | Student | Ermelo, 13. April 1920 Apeldoorn, 2. Dezember 1944                                                                | Nr. 58             | 25. Juli 1952       |
| Dirk Mara Rijk Hendrik Kroon                                                                                      | Elektrotechniker                                                                                                  | Den Haag, 27. Mai 1909 Limmen-Uitgeest, 7. Januar 1945                                                            | Nr. 10             | 22. Dezember 1951   |
| Helena Theodora Kuipers-Rietberg                                                                                  | Vorsitzende Gereformeerde Vrouwenvereeniging in Nederland                                                         | Winterswijk, 26. Mai 1893 KZ Ravensbrück, 27. Dezember 1944                                                       | Nr. 17             | 7. Mai 1946         |
| Arthur Meerwaldt                                                                                                  | Rechtsanwalt | Amsterdam, 23. Oktober 1918 Escherhausen, 8, Januar 1945                                                          | Nr. 17             | 7. Mai 1946         |
| Jan Mekel | Hochschullehrer TH Delft                                                                                          | Bedum, 22. Dezember 1891 KZ Sachsenhausen, 2. Mai 1942                                                            | Nr. 17             | 7. Mai 1946         |
| Job Daniël van Melle                                                                                              | Buchhalter | Goes, 26. Mai 1897 Amsterdam, 14. April 1945                                                                      | Nr. 10             | 22. Dezember 1951   |
| Denis Claire Baudouin Mesritz                                                                                     | Rechtsanwalt | Den Haag, 16. November 1919 Rathenow, 16. März 1945                                                               | Nr. 17             | 7. Mai 1946         |
| Marie-Louise Clémentine Meunier                                                                                   | Ladenbesitzerin                                                                                                   | Genas, 15. Februar 1890 KZ Ravensbrück, 25. Januar 1945                                                           | Nr. 5              | 20. Mai 1950        |
| Julius Josephus Mohr                                                                                              | Direktor der KLM, Paris                                                                                           | Haarlem, 1. Februar 1893 KZ Buchenwald, 5. Februari 1945                                                          | Nr. 5              | 20. Mai 1950        |
| Jan Leo Moonen | Priester, Sekretär des Bischofs von Roermond                                                                      | Heerlen, 31. August 1895 KZ Bergen-Belsen, 2. April 1945                                                          | Nr. 17             | 7. Mai 1946         |
| Adrianus Cornelis Nagtegaal                                                                                       | Zimmermann | Mijdrecht, 22. Juli 1912 Apeldoorn, 10. Januar 1945                                                               | Nr. 14             | 22. Dezember 1952   |
| Frederik Nieuwenhuijsen                                                                                           | Versicherer | Amsterdam, 3. Oktober 1905 Haarlem-Noord, 12. Februar 1945                                                        | Nr. 17             | 7. Mai 1946         |
| Bob Oosthoek | Schauspieler | Rotterdam, 25. Juni 1912 nahe Hengelo, 12. Oktober 1944                                                           | Nr. 17             | 7. Mai 1946         |
| Jacobus Oranje | Hochschullehrer Vrije Universiteit Amsterdam                                                                      | Berkel en Rodenrijs, 27. Juli 1898 Amsterdam, 6. April 1946                                                       | Nr. 17             | 7. Mai 1946         |
| Tjeerd Pannekoek                                                                                                  | Gewerkschafter, Politiker                                                                                         | Kloosterburen, 1. Dezember 1886 KZ Mauthausen, 18. Dezember 1944                                                  | Nr. ?              | ?                   |
| Johannes Post | Landwirt | Hollandscheveld, 4. Oktober 1906 Overveen, 16. Juli 1944                                                          | Nr. 17             | 7. Mai 1946         |
| Albert Jan Rozeman                                                                                                | Gemeindeangestellter                                                                                              | Zaandijk, 29. März 1914 Overveen, 6. Juni 1944                                                                    | Nr. 58             | 25. Juli 1952       |
| Victor Henri Rutgers                                                                                              | Hochschullehrer, Politiker                                                                                        | Den Bosch, 16. Dezember 1877 Bochum, 5. Februar 1945                                                              | Nr. 17             | 7. Mai 1946         |
| Frits Rudolf Ruys                                                                                                 | Student | Rotterdam, 23. Dezember 1917 Rotterdam, 3. November 1944                                                          | Nr. 14             | 22. Dezember 1952   |
| Willem Santema | Ladenbesitzer | Scharnegoutum, 2. März 1902 KZ Herzogenbusch, 10. August 1944                                                     | Nr. 17             | 7. Mai 1946         |
| Jannetje Johanna Schaft                                                                                           | Jura-Studentin Vrije Universiteit Amsterdam                                                                       | Haarlem, 16. September 1920 Bloemendaal, 17. April 1945                                                           | Nr. 17             | 7. Mai 1946         |
| Johan Schimmelpenninck                                                                                            | Direktor im Weinhandel                                                                                            | Rhenen, 30. September 1887 Leusden, 29. Juli 1943                                                                 | Nr. 14             | 16. Dezember 1952   |
| Richard Leonard Arnold Schoemaker                                                                                 | Hochschullehrer TH Delft                                                                                          | Roermond, 5. Oktober 1886 KZ Sachsenhausen, 3. Mai 1942                                                           | Nr. 17             | 7. Mai 1946         |
| Geert Schoonman                                                                                                   | Soldat | Wormerveer, 31. August 1917 Flugfeld Twente, 13. Oktober 1944                                                     | Nr. 58             | 25. Juli 1952       |
| Willem Pieter Speelman                                                                                            | Student VU Amsterdam                                                                                              | Vlagtwedde, 20. Januar 1919 Halfweg, 19. Februar 1945                                                             | Nr. 17             | 7. Mai 1946         |
| Marinus van der Stoep                                                                                             | Betriebsleiter | Beesd, 27. September 1917 Rotterdam, 9. April 1945                                                                | Nr. 14             | 16. Dezember 1952   |
| Benjamin Marius Telders                                                                                           | Hochschullehrer RU Leiden                                                                                         | Den Haag, 19. März 1903 KZ Bergen-Belsen, 6. April 1945                                                           | Nr. 17             | 7. Mai 1946         |
| Antonius Otto Hermannus Tellegen                                                                                  | Direktor des Gemeindegesundheitsdienstes in Zeist                                                                 | Zwolle, 25. Mai 1907 Overveen, 23. Oktober 1943                                                                   | Nr. 10             | 22. Dezember 1951   |
| Oltman Reinder Thomsen                                                                                            | Aufsichts-Assistent NS                                                                                            | Leeuwarden, 5. November 1910 Heveskes, 28. April 1945                                                             | Nr. 17             | 7. Mai 1946         |
| Gerard Tieman (nicht posthum)                                                                                     | Schüler an einer Laborantenschule                                                                                 | Amsterdam, 1. März 1926                                                                                           | Nr. 5              | 9. Juli 1946        |
| Titus Willem de Tourton Bruyns                                                                                    | Inspektor der Domaine Teteringen                                                                                  | Teteringen, 14. Mai 1898 KZ Buchenwald, 6. April 1943                                                             | Nr. 17             | 7. Mai 1946         |
| Leendert Marinus Valstar                                                                                          | Gärtner | Naaldwijk, 10. Augustus 1908 KZ Herzogenbusch, 4. September 1944                                                  | Nr. 17             | 7. Mai 1946         |
| Gerrit van der Veen                                                                                               | Bildhauer | Amsterdam, 26. November 1902 Overveen, 10. Juni 1944                                                              | Nr. 17             | 7. Mai 1946         |
| David Verloop | Jurist Rijksuniversiteit Utrecht                                                                                  | Utrecht, 8. Januar 1921 Brussel, 7. März 1944                                                                     | Nr. 1              | 22. Oktober 1946    |
| Mathilde Adrienne Eugénie Verspyck                                                                                | | Semarang, 16. Juni 1908 KZ Ravensbrück, 11. Februar 1945                                                          | Nr. 1              | 22. Oktober 1946    |
| Pierre Marie Robert Versteegh                                                                                     | Offizier Koninklijke Marechaussee                                                                                 | Kedoengbanten, 6. Juni 1888 KZ Sachsenhausen, 3. Mai 1942                                                         | Nr. 17             | 7. Mai 1946         |
| Cornelis Vlot | Vorsitzender Nederlandsch Jongelings Verbond                                                                      | Koudekerke, 29. November 1906 Haarlem, 26. Oktober 1944                                                           | Nr. 17             | 7. Mai 1946         |
| Gabrielle Weidner                                                                                                 | | Brussel, 17. August 1914 Frankfurt a/d Oder, 15. Februar 1945                                                     | Nr. 1              | 23. Mai 1950        |
| Johan Hendrik Westerveld                                                                                          | Vertriebsleiter                                                                                                   | Haarlem, 21. August 1880 KZ Sachsenhausen, 3. Mai 1942                                                            | Nr. 17             | 7. Mai 1946         |
| Herman Bernard Wiardi Beckman                                                                                     | Chefredakteur Arbeiderspers, Politiker                                                                            | Nijmegen, 4. Februar 1904 KZ Dachau, 15. März 1945                                                                | Nr. 17             | 7. Mai 1946         |
| Johannes Wilhelmus Wildschut                                                                                      | Beamter | Den Bosch, 28. November 1913 Leonberg, 31. Januar 1945                                                            | Nr. 14             | 16. Dezember 1952   |
| Johan Reinier Ernest Wüthrich                                                                                     | Direktor im Handel                                                                                                | Coevorden, 9. Dezember 1903 Haarlem, 26. Oktober 1944                                                             | Nr. 17             | 7. Mai 1946         |
| Lammert Zwanenburg                                                                                                | Landwirt | Oudehorne [gem. Schoterland], 22. Juni 1894 Durchgangslager Westerbork, 19. Oktober 1944                          | Nr. 58             | 25. Juli 1952       |
| | | |                    |                     |
| Der unbekannte Jüdische Soldat aus dem Warschauer Ghetto, der im Kampf für die Freiheit aller Völker gefallen ist | Der unbekannte Jüdische Soldat aus dem Warschauer Ghetto, der im Kampf für die Freiheit aller Völker gefallen ist | Der unbekannte Jüdische Soldat aus dem Warschauer Ghetto, der im Kampf für die Freiheit aller Völker gefallen ist | Nr. 4              | 17. Oktober 1947    |